# 藤枝市立大洲中学校
藤枝市立大洲中学校（ふじえだしりつ おおすちゅうがっこう）は、静岡県藤枝市弥左衛門に位置する公立中学校。

## 沿革
- 平成11年 - 新校舎建設

## 学区
- 大洲2・3・4・5丁目
- 善左衛門1・2・3丁目
- 善左衛門
- 弥左衛門
- 五平
- 源助
- 大西町1・2・3丁目
- 前島
- 忠兵衛
- 青南町3丁目の一部
- 大洲1丁目の一部
- 泉町の一部
- 大東町東・西・南・北
- 高洲（学区外）

## 小学校区
- 藤枝市立大洲小学校

## 目標
『自立　共生　夢　挑戦』

## 部活動
- 野球(男)
- サッカー(男)
- バレーボール(女)
- バスケット（男・女）
- 卓球部（男・女）